# Šimon Hájek
Šimon Hájek (asi 1485–1551) byl český bohatý měšťan, spisovatel, intelektuál, otec Tadeáše Hájka z Hájku.
Patřil k předním český intelektuálům první poloviny 16. století. Byl bakalářem svobodných umění university Pražské a císař Ferdinand I. jej povýšil do šlechtického stavu. Hájek měl vlastní znak a predikát.
Věnoval se rozvoji vědeckého i kulturního života Prahy. Jeho rozsáhlá knihovna přispěla kromě jiného i ke vzdělání a rozhledu jeho syna Tadeáše. Podle některých pramenů udržoval kontakty s Mikulášem Koperníkem. Měl ve své knihovně opis Koperníkova dopisu Bernardu Wapovskému a dále Koperníkův Commentariolus (Malý komentář), ve kterém Koperník poprvé popsal základy své soustavy.